# 하도르
하도르 로린돌, 그는 벨레리안드에 정착한 에다인 세 가문 중 자기 이름을 딴 하도르 가문을 이끄는 족장이었다. 핑골핀의 영역에 거주하며 놀도르에게 충성했다. 하도르는 다고르 브라골라크에서 핑골핀의 후위(後衛)를 지키다 66세에 전사했다. 사후 그의 아들 갈도르가 가문의 족장이 되었다.
그의 후손 중 유명한 이는 투린, 투오르가 있다. 태양의 1시대가 끝난 이후 벨레리안드가 침수되자 누메노르, 가운데땅에서 대부분이 살았다.